# Jacques Boyé
Cet article possède un paronyme, voir Jacques Boyer-Brun.
Pour les articles homonymes, voir Général Boyé et Boyé.
Jacques Boyé, né le 8 novembre 1766 à Montauban (Tarn-et-Garonne) et mort en 1838 à Saint-Pétersbourg (Russie), est un général français de la Révolution et de l’Empire.
Il est le fils de Pierre Boyé de l'Isle, maire de Caussade (département du Lot, aujourd'hui Tarn-et-Garonne) pendant la Terreur de fin 1793 à fin 1794 et de Élisabeth Sénilh son épouse.

## Carrière militaire
Il est nommé le 1er juillet 1790, capitaine dans la garde nationale de Caussade, et jusqu'en septembre 1791, date à laquelle il part pour Saint-Domingue, ainsi qu'il appert d'un congé signé du colonel Saint-Maurice, et des officiers municipaux de la commune.
Le 20 décembre 1791, il s'engage à Bordeaux, comme volontaire à bord de la frégate de l'État "La Surveillante", commandée par le capitaine Fercey, sur l'ordre du commandant d'escadre Girardin en direction de Saint-Domingue. Arrivé le 14 janvier 1793, il est nommé sous-lieutenant, adjoint près l'adjudance générale de l'armée de Saint-Domingue, par brevet du gouverneur le général La Salle, approuvé par le commissaire Polverel. Le 20 avril 1793, il devient lieutenant, aide de camp du général La Salle, et le 1er juin de la même année, il est nommé capitaine de première classe, adjoint à l'adjudance générale de Saint-Domingue.
Le 15 juillet 1793, il est commandant par intérim de la place de Port-au-Prince, et le 28 janvier 1794, il reçoit ses épaulettes de lieutenant-colonel au 2e bataillon de la Légion de l'Ouest, par les commissaires civils Polverel et Sonthonax. Le 9 avril 1794, il devient commandant titulaire de Port-au-Prince, et le 19 brumaire an IV (10 novembre 1795), le général Beauvais, commandant le département de l'ouest lui donne le commandement militaire de l'arrondissement de Jacmel.
Le 26 prairial an IV (14 juin 1796), il devient chef de brigade pour prendre rang au 5 brumaire de la même année, (27 octobre 1795), par brevet de la commission déléguée par le gouvernement français aux îles Sous-le-Vent, et le 7 pluviôse an V, (26 janvier 1797) il est nommé adjudant-général.
Député au corps législatif en l'an VI (22 septembre 1797), il est envoyé en le 23 juillet 1800, dans la partie espagnole de Saint-Domingue en la qualité d'adjudant-général, sur ordre du ministre de la marine en date de nivôse an VIII (décembre 1799). En vendémiaire de l'an IX, (septembre 1800), il est envoyé à Saint-Domingue, chargé de mission près le gouvernement par l'État français. Il est fait prisonnier par les Anglais, et conduit à la Jamaïque, où il est détenu jusqu'à l'arrivée de l'armée qu'il a rejoint par La "Cornélia", en ventôse an X (le 20 février 1802).
Il a fait à Saint-Domingue, tant contre les rebelles de l'intérieur, que contre les Espagnols et les Anglais, les campagnes des ans II, III, IV, V, et VI (de fin 1793 à fin 1797). Il a commandé en chef trois expéditions, l'une contre les rebelles de l'intérieur, et les deux autres contre les Anglais et émigrés combinés auxquels il a enlevé plusieurs camps retranchés aux environs du Port-au-Prince. Il a en outre, été chargé de diverses missions politiques qu'il a remplies avec honneur et succès.
Il est promu général de brigade en septembre 1803 et confirmé à ce grade par Bonaparte en 1804. La même année, il est fait prisonnier par les Anglais et acheminé en Angleterre. En 1811 il est libéré lors d'un échange de prisonniers, il se remet au service de l'Empire.
En 1812, il est nommé chef d'état-major de la 12e division (Partouneaux), du 9e corps d'armée (Duc de Bellune) et fait la campagne de Russie. Pendant la retraite de Russie, à la Bataille de la Bérézina, harcelé par les cosaques, sa division croyant suivre le 9e corps d'armée du général duc de Bellune, suit en vérité une division russe. Toute la 12e division ou ce qu'il en reste est faite prisonnière.
Il est transféré sur la ville de Kazan (Tatarie) en Russie, et tombe gravement malade lors de son transfert qui a dû se faire à pied. Il arrive dans cette ville entre la vie et la mort. Il est pris en pitié par un riche propriétaire terrien de Kazan : "Lev Vassilievitch Tolstoï. Celui-ci lui donne l'hospitalité. Il est soigné par une jeune fille Anna, qui est la dernière fille de ce propriétaire terrien. Il perçoit 1 800 roubles par an comme général prisonnier de guerre. Jacques Boyé guérit et, malgré ses 47 ans, épouse Anna avec qui il a trois enfants : Pietr, né en 1814, Eugénia, née en 1816 et Yacov, né en 1820.
Il est libéré en 1814, et s'établit près de Saint-Pétersbourg à Negin où il achète une maison, rue Grafskaya, la maison de BoyKo. Il donne des cours particuliers de français et de sciences militaires, puis travaille comme gouverneur chez le baron Ralle. En 1820 il écrit au ministre de la guerre et se met à la disposition du Roi, lui demandant l'autorisation de rester en Russie, de percevoir la retraite de maréchal de camp et les émoluments de sa Légion d'honneur.
En 1822, il est envoyé par le Roi de France à Saint-Domingue, pays qu'il connait bien pour y avoir vécu de 1792 à 1804 comme chargé de mission.

## Titres
- Général de brigade
- Député au corps législatif
- Chevalier de la Légion d'honneur.

## Vie en Russie
À son retour de Saint-Domingue, il retourne en Russie rejoindre sa femme Anna et ses enfants. Il prend la nationalité russe, change de nom et s'appelle désormais Yakov (Jacques) Petrovitch (fils de Pierre) Boyko, (nom très répandu en Russie le plus proche de Boyé) et épouse la religion orthodoxe.
Il travaille dans le cabinet privé du Tsar en tant que fonctionnaire affecté à des missions particulières, puis il devient conseiller d'état auprès du Tsar. Ses deux fils sont militaires.
Le général Jacques Boyé décède à Saint-Petersbourg en 1838 et est enterré au cimetière Smolensk dans cette ville. Son plus jeune fils Yakov Yakovitch Boyko est général, major d'artillerie de l'armée russe. Il décède en 1909 et est inhumé auprès de son père.

## Sources
- Russie à Saint-Petersbourg, dans les archives répertoriées sous le numéro F 109 1er exemplaire D 61 CH 104 VD 3 P 331, 349, 350, 365, 373, 433, 436
- Dossier militaire aux archives de la défense au fort de Vincennes